# Pastorendiek und Amphibiengewässer nördlich Schwaförden
Pastorendiek und Amphibiengewässer nördlich Schwaförden este o arie protejată (arie specială de conservare — SAC, sit de importanță comunitară — SCI) din Germania întinsă pe o suprafață de 44,06 ha, integral pe uscat.

## Localizare
Centrul sitului Pastorendiek und Amphibiengewässer nördlich Schwaförden este situat la coordonatele 52°45′11″N 8°49′09″E / 52.7531°N 8.8192°E.

## Înființare
Situl Pastorendiek und Amphibiengewässer nördlich Schwaförden a fost declarat sit de importanță comunitară în ianuarie 2005 pentru a proteja 1 specie de animale. Situl a fost protejat și ca arie specială de conservare în iunie 2017.

## Biodiversitate
Situată în ecoregiunea atlantică, aria protejată conține 6 habitate naturale: Lacuri și iazuri distrofice naturale, Mlaștini turboase de tranziție și turbării mișcătoare, Depresiuni pe substraturi de turbă de Rhynchosporion, Păduri de fag Luzulo-Fagetum, Păduri acidofile de stejar bătrân cu Quercus robur pe câmpii nisipoase, Mlaștini împădurite.
La baza desemnării sitului se află o specie protejată de  amfibieni: triton cu creastă (Triturus cristatus).